# 第27独立旅団 (ウクライナ国家親衛隊)
第27独立旅団（だい27どくりつりょだん、ウクライナ語: 27-ма окрема бригада）は、ウクライナ国家親衛隊の旅団。北部作戦地域司令部隷下。

## 概要

### ウクライナ国内軍
2006年3月1日、ウクライナ国内軍第48連隊としてキーウで創設された。
2009年、部隊増強に伴い、第27独立旅団に改編された。

### ドンバス戦争

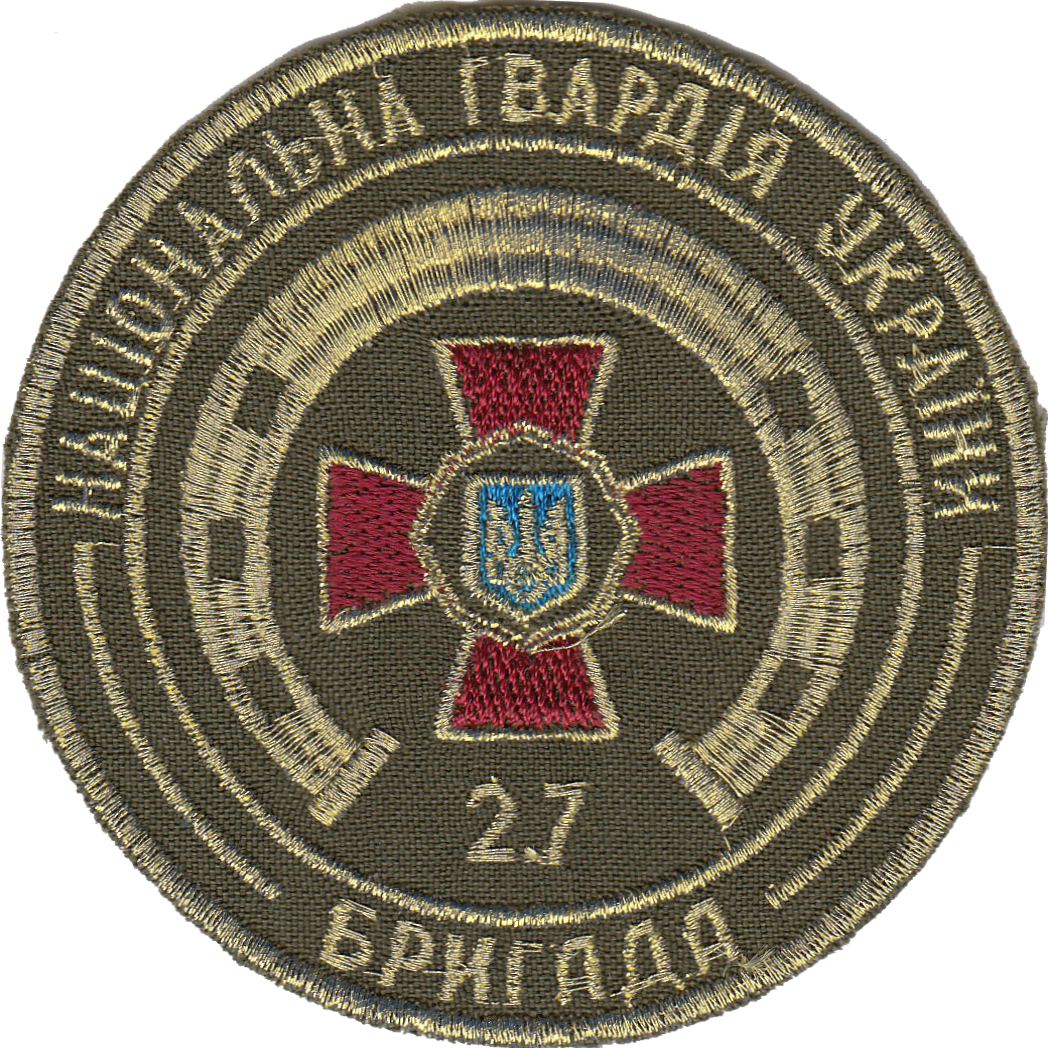
旧第27独立旅団章

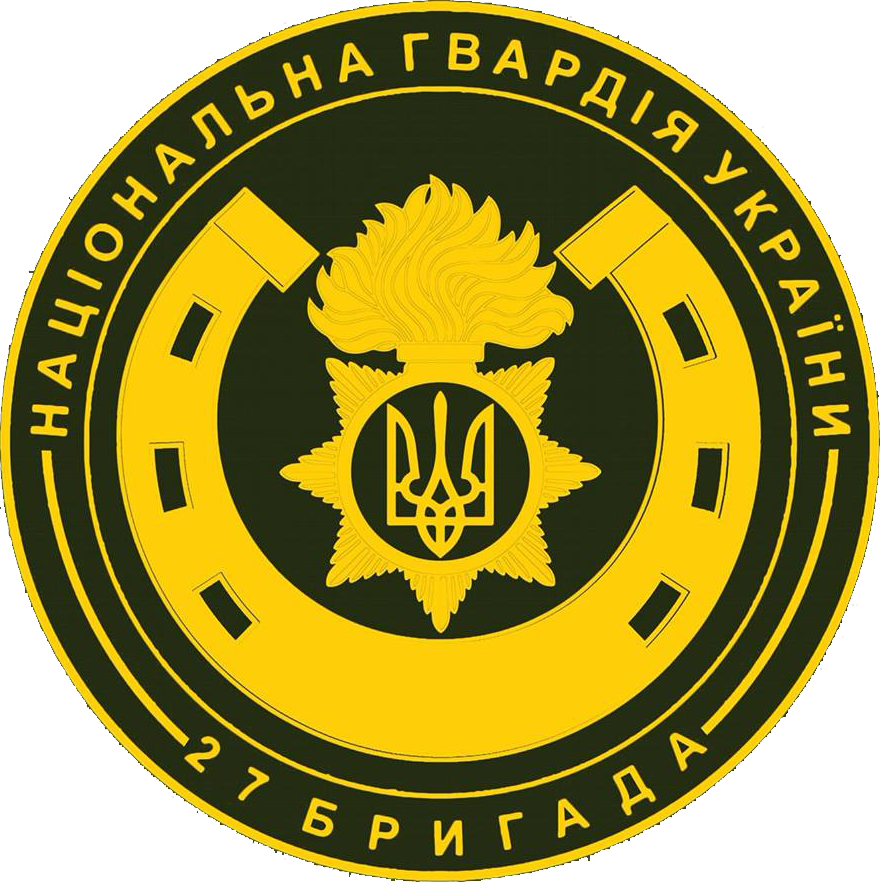
旧第27独立旅団章

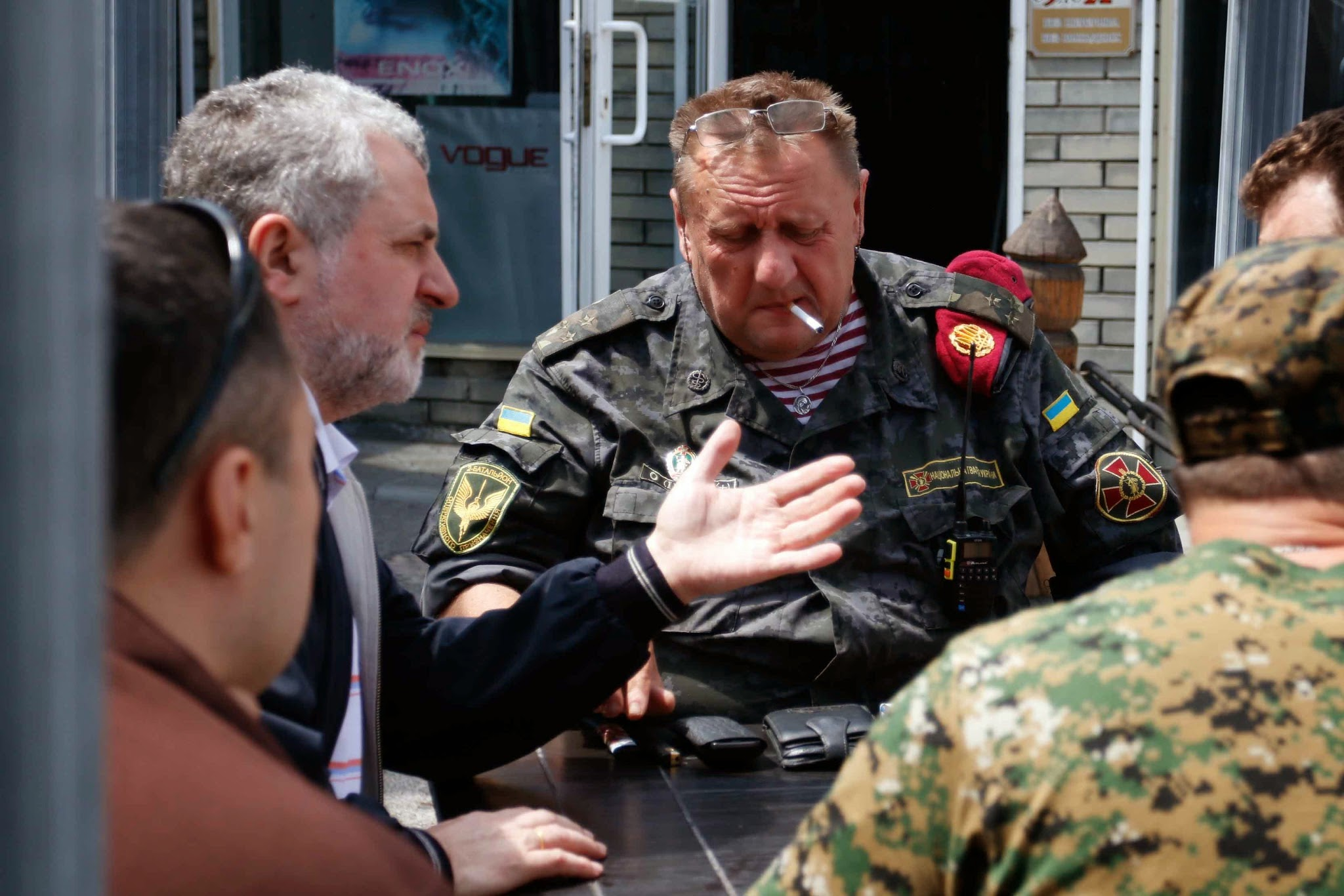
スラヴャンスクの戦いでの様子

2014年3月、ウクライナ国内軍の廃止で創設されたウクライナ国家親衛隊に編入した。
2014年4月、第1予備役大隊、第2予備役大隊が新編された。
2014年5月からドンバス戦争で東部ドネツィク州、ルハーンシク州に配備された。以降もローテーションで定期的に前線に展開した。
2014年7月、第1予備役大隊、第2予備役大隊を基幹にクルチツキー大隊が新編された。
2019年12月、第3大隊が第22独立大隊に改編された。
2020年3月25日、ウォロディミル・ゼレンスキー大統領より、名誉称号「ペチェールシク」を授与された。

### ロシアのウクライナ侵攻

#### 北部・キーウ戦線
2022年2月24日、ロシアのウクライナ侵攻で北部キーウ州に配備され、4月にロシア軍はキーウ方面から撤退した。

#### 東部・北ドネツク戦線
2022年4月、東部ドネツィク州クラマトルシク地区に再配置され、友軍の救援でスヴャトヒルシクを防御したが、6月に陥落した。9月にクルチツキー大隊が第81独立空中機動旅団と共に攻勢を開始し、スヴャトヒルシク、リマンを解放した。
2023年6月、クルチツキー大隊が第1特務旅団隷下に転属した。
2025年5月、クルチツキー大隊が第1特務旅団から再転属された。

## 編制
- 旅団司令部（キーウ）
- 第1小銃大隊
- 第2小銃大隊
- 第4小銃大隊
- クルチツキー大隊（ウクライナ語版）